# Eumacronychia decens
Eumacronychia decens är en tvåvingeart som beskrevs av Townsend 1892. Eumacronychia decens ingår i släktet Eumacronychia och familjen köttflugor. Inga underarter finns listade i Catalogue of Life.